# Sindrome sgombroide
La sindrome sgombroide è un'intossicazione alimentare causata dall'ingestione di pesce alterato (soprattutto di alcune specie). Essendo dovuta prevalentemente all'alto tenore di istamina, si manifesta con una sintomatologia simile a quella di una allergia.
È una delle più frequenti tipologie di intossicazione da prodotti ittici, seconda solo alla ciguatera. Spesso, tuttavia, essa non viene rilevata perché assomiglia e viene confusa con l'allergia alimentare.
Tale intossicazione viene riportata con la massima frequenza relativamente al consumo di specie ittiche a carne rossa, appartenenti alle famiglie Scombridae (come il tonno, il tonno pinna gialla, il tonnetto striato [chiamato anche bonito], lo sgombro, la lampuga), Clupeidae (sardine, aringhe, cheppie e acciughe) e specie ittiche imparentate con queste, refrigerate o conservate in modo non adeguato dopo la pesca.
La sindrome sgombroide può derivare dall'inappropriato trattamento del pesce durante l'immagazzinamento o la lavorazione, quando per l'innesco di processi di degradazione si producono quantità importanti di istamina. L'istamina è una delle sostanze tossiche implicate nell'intossicazione sgombroide.
Nei tessuti di pesci in decomposizione sono state trovate altre sostanze chimiche, ma la loro associazione con la sindrome sgombroide non è stata stabilita chiaramente.

## Cause

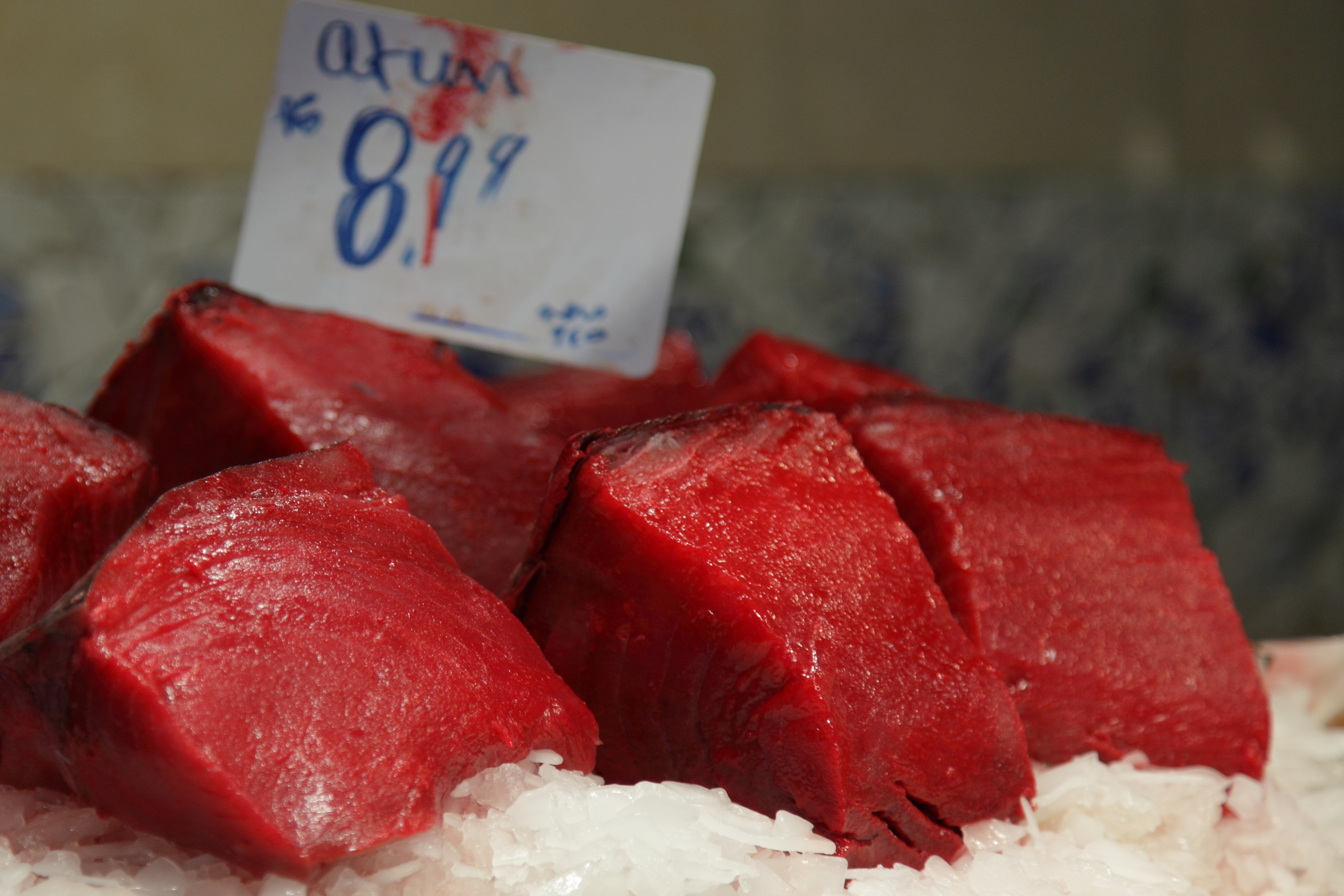
Tranci di tonno.

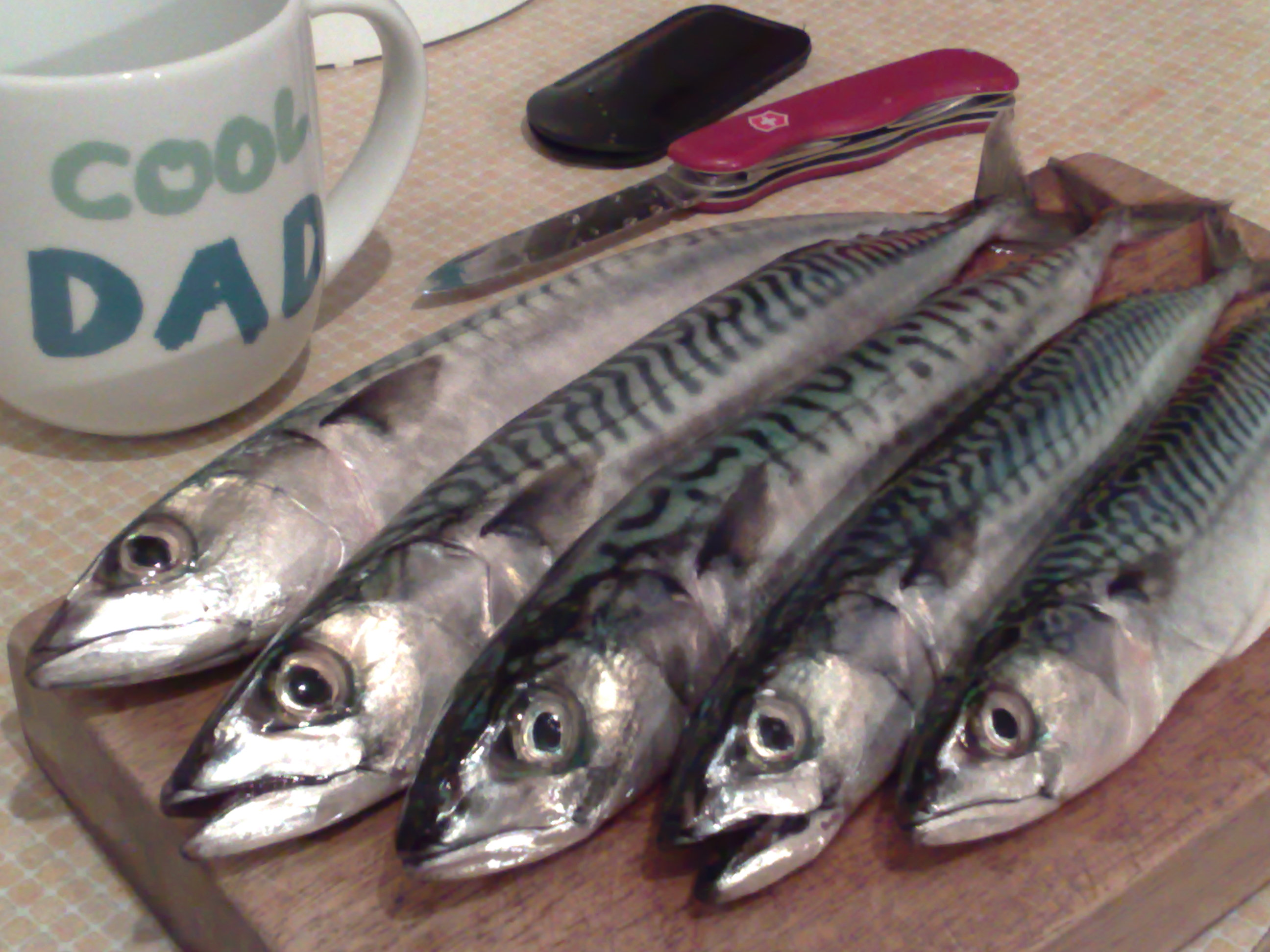
Sgombri.

A differenza di molti tipi di intossicazione alimentare, questa forma non è prodotta da un organismo o da un virus. L'istidina è presente in natura in molti tipi di pesce e a temperature superiori ai 16 °C (60 °F), a contatto con l'aria, essa viene convertita nell'ammina biogenica istamina da parte dell'enzima istidina decarbossilasi, prodotto dal batterio Morganella morganii (questo è uno dei motivi per cui il pesce va immagazzinato sempre a basse temperature).
L'istamina non viene distrutta dalle normali temperature di cottura, di conseguenza il pesce mal conservato o lavorato, anche se adeguatamente cotto, può contenere istamina che provoca la sindrome.
L'istamina è un mediatore chimico delle reazioni allergiche, e i sintomi che essa determina sono quelli che si hanno in corso di gravi reazioni allergiche.
I batteri producono elevati livelli di istamina grazie all'enzima istidina decarbossilasi, infatti questi batteri metabolizzano così l'aminoacido istidina normalmente presente nelle proteine muscolari.
Il congelamento, la cottura, l'affumicatura, la conservazione e/o l'inscatolamento non distruggono le potenziali tossine.

## Sintomi
Quantità di 500 mg/kg o più possono essere il livello soglia oltre il quale la maggior parte delle persone manifestano una sintomatologia conclamata che consiste in arrossamento della pelle, cefalea pulsante, bruciore orale, crampi addominali, nausea, diarrea, palpitazioni, senso di malessere e raramente ipertermia o perdita della vista. I sintomi solitamente compaiono entro 10-30 minuti dall'ingestione del pesce e sono generalmente autolimitanti. I segni fisici possono comprendere pallore diffuso, eritema, tachicardia, dispnea e ipotensione o ipertensione. Le persone con asma sono più suscettibili di problemi respiratori quali dispnea o broncospasmo.
I sintomi di intossicazione possono comparire entro pochi minuti e fino a due ore in seguito al consumo di cibo deteriorato. I sintomi solitamente durano approssimativamente dalle quattro alle sei ore e raramente persistono per più di uno-due giorni.

## Prevenzione
La prevenzione delle manifestazioni consiste nel consumo di pesce che ha mantenuto in modo corretto la catena del freddo, con temperature inferiori a 3,3 °C, dal momento della pesca fino al consumatore finale.

## Terapia
Il trattamento prevede supporti vitali alla respirazione con l'infusione di liquidi. Gli antistaminici sono i farmaci di elezione per questa patologia.